# Мјуријел Хамфри Браун
Мјуријел Феј Бак Хамфри Браун (енгл. Muriel Fay Buck Humphrey Brown; Хјурон, 20. фебруар 1912 — Минеаполис, 20. септембар 1998) била је америчка политичарка, Друга дама Сједињених Америчких Држава и Сенатор Сједињених Америчких Држава из Минесоте. Била је удата за 38. потпредседника Сједињених Држава, Хјуберта Хамфрија. Након смрти њеног супруга, именована је на седиште у Сенату Сједињених Држава, чиме је постала једина Друга дама Сједињених Држава која је имала јавну функцију. Хамфријева је након смрти мужа променила име у Мјуријел Хамфри Браун.

## Детињство и младост и образовање
Хамфријева је рођена као Мјуријел Феј Бак у Хјурон, Јужна Дакота. Родитељи су јој били Ендру Е. Бак и Џеси Меј Пирс. Похађала је Универзитет Хурон, где је радила као књиговођа и 1934. упознала Хјуберта Хамфрија. Венчали су се 3. септембра 1936. и у браку имали четворо деце.

## Политичка каријера
Радила је као неформални саветник свог супруга након што је ушао у политику. Његова прва функција била је на месту градоначелника Минеаполиса. Одатле је служио три узастопна мандата као сенатор из Минесоте. Током своје друге сенаторске кампање почела се појављивати у кампањама свог супруга. Председник Линдон Џонсон изабрао је Хјуберта Хамфрија за свог потпредседничког кандидата 1964. године. Након победе Линдона Џонсона на изборима, Хјуберт Хамфри постављен је на место потпредседника Сједињених Америчких Држава, а на тој позицији је био од 1965. до 1969..
Након смрти мужа, 1978. године, Хамфријева је постављена на место у Сенату Сједињених Држава из Демократско-фармерско-лабудистичке странке од стране Рудија Перпиха, тадашњег гувернера Минесоте и служила је од 25. јануара 1978. до 7. новембра 1978.
Хамфријева је била прва супруга бившег потпредседника која је ушла у Конгресу Сједињених Држава, као и прва жена која је представљала Минесоту у Сенату Сједињених Држава.
Године 1981. Хемфријева се удала за Мека Брауна, пријатеља из детињства

## Смрт
Мјуријел Хамфри је преминула 20. септембра 1998. у Минеаполис у 86. години живота. Сахрањена је у истом граду, на гробљу Лејквуд, поред свог првог супруга Хјуберта Хамфрија.